# La Chapelle-Blanche-Saint-Martin
Pour les articles homonymes, voir Chapelle-Blanche et La Chapelle.
La Chapelle-Blanche-Saint-Martin est une commune française du département d'Indre-et-Loire, en région Centre-Val de Loire.

## Géographie

### Situation
| Bossée  | Manthelan                        |     |
|         | La Chapelle-Blanche-Saint-Martin | Vou |
| Bournan | Ligueil                          |     |

### Hydrographie

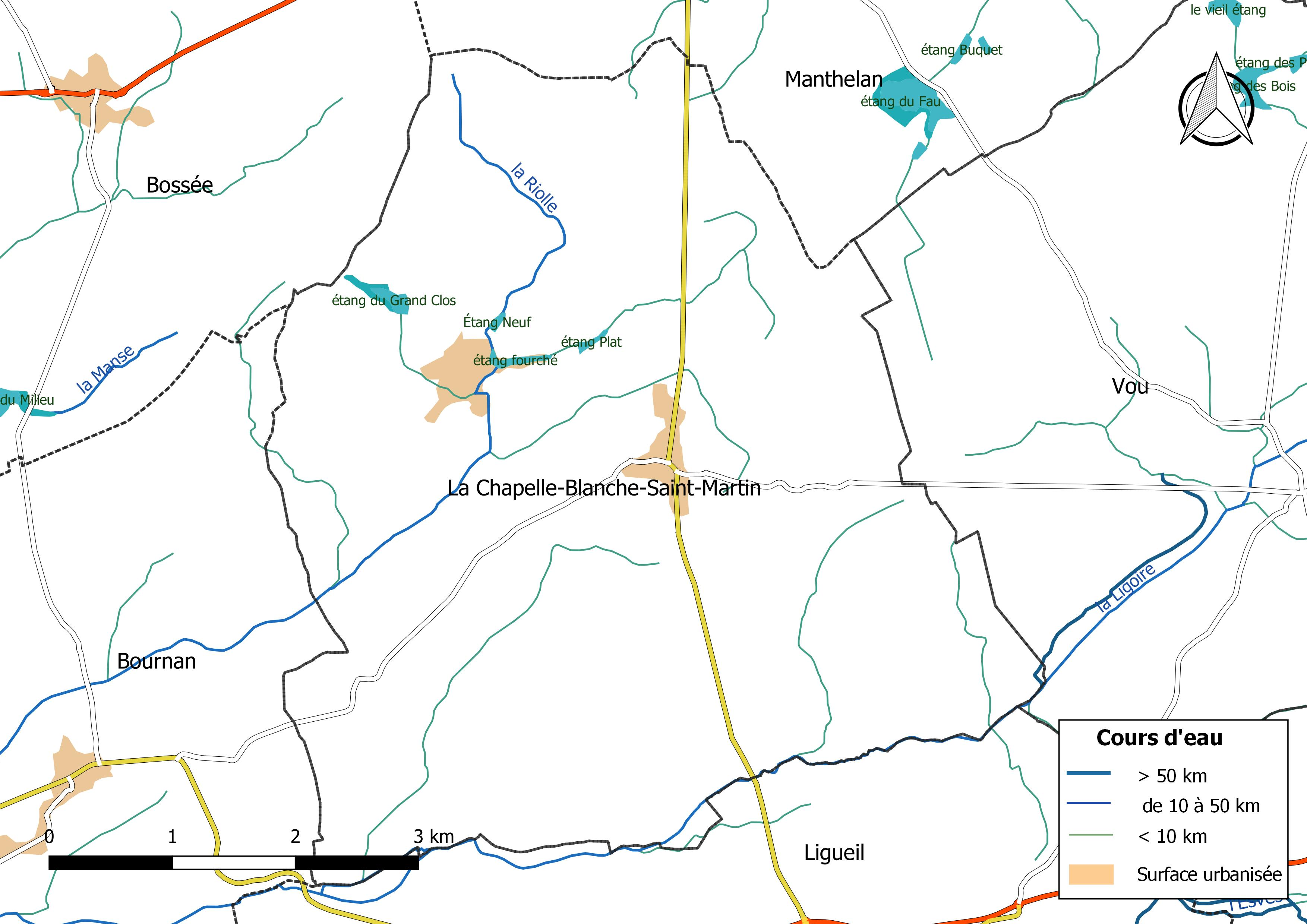
Réseau hydrographique de La Chapelle-Blanche-Saint-Martin.

Le réseau hydrographique communal, d'une longueur totale de 27,46 km, comprend deux cours d'eau notables, la Ligoire (2,226 km) et la Riolle (5,875 km), et divers petits cours d'eau pour certains temporaires,.
La Ligoire, d'une longueur totale de 20,9 km, prend sa source dans la commune de Varennes et se jette dans l'Esves à Sepmes, après avoir traversé 8 communes. 
Sur le plan piscicole, la Ligoire est classée en deuxième catégorie piscicole. Le groupe biologique dominant est constitué essentiellement de poissons blancs (cyprinidés) et de carnassiers (brochet, sandre et perche).
La Riolle, d'une longueur totale de 11,4 km, prend sa source sur le territoire communal et se jette dans la Ligoire à Bournan, après avoir traversé 3 communes. 
Sur le plan piscicole, la Riolle est également classée en deuxième catégorie piscicole.
Deux zones humides ont été répertoriées sur la commune par la direction départementale des territoires (DDT) et le conseil départemental d'Indre-et-Loire : « l'étang du Grand Clos » et « les étangs de Grillemont et la vallée de la Riolle »,.

### Climat
Pour des articles plus généraux, voir Climat du Centre-Val de Loire et Climat d'Indre-et-Loire.
En 2010, le climat de la commune est de type climat océanique altéré, selon une étude du CNRS s'appuyant sur une série de données couvrant la période 1971-2000. En 2020, Météo-France publie une typologie des climats de la France métropolitaine dans laquelle la commune est toujours exposée à un climat océanique altéré et est dans la région climatique Moyenne vallée de la Loire, caractérisée par une bonne insolation (1 850 h/an) et un été peu pluvieux.
Pour la période 1971-2000, la température annuelle moyenne est de 11,4 °C, avec une amplitude thermique annuelle de 14,6 °C. Le cumul annuel moyen de précipitations est de 710 mm, avec 11 jours de précipitations en janvier et 6,8 jours en juillet. Pour la période 1991-2020, la température moyenne annuelle observée sur la station météorologique de Météo-France la plus proche, sur la commune de Ferrière-Larçon à 12 km à vol d'oiseau, est de 12,2 °C et le cumul annuel moyen de précipitations est de 709,6 mm,. Pour l'avenir, les paramètres climatiques de la commune estimés pour 2050 selon différents scénarios d'émission de gaz à effet de serre sont consultables sur un site dédié publié par Météo-France en novembre 2022.

## Urbanisme

### Typologie
Au 1er janvier 2024, La Chapelle-Blanche-Saint-Martin est catégorisée commune rurale à habitat dispersé, selon la nouvelle grille communale de densité à sept niveaux définie par l'Insee en 2022.
Elle est située hors unité urbaine. Par ailleurs la commune fait partie de l'aire d'attraction de Tours, dont elle est une commune de la couronne,. Cette aire, qui regroupe 162 communes, est catégorisée dans les aires de 200 000 à moins de 700 000 habitants,.

### Occupation des sols
L'occupation des sols de la commune, telle qu'elle ressort de la base de données européenne d’occupation biophysique des sols Corine Land Cover (CLC), est marquée par l'importance des territoires agricoles (78,8 % en 2018), une proportion sensiblement équivalente à celle de 1990 (78,9 %). La répartition détaillée en 2018 est la suivante : 
terres arables (63,4 %), forêts (19,3 %), prairies (9,8 %), zones agricoles hétérogènes (5,6 %), espaces verts artificialisés, non agricoles (1 %), zones urbanisées (0,9 %). L'évolution de l’occupation des sols de la commune et de ses infrastructures peut être observée sur les différentes représentations cartographiques du territoire : la carte de Cassini (XVIIIe siècle), la carte d'état-major (1820-1866) et les cartes ou photos aériennes de l'IGN pour la période actuelle (1950 à aujourd'hui).

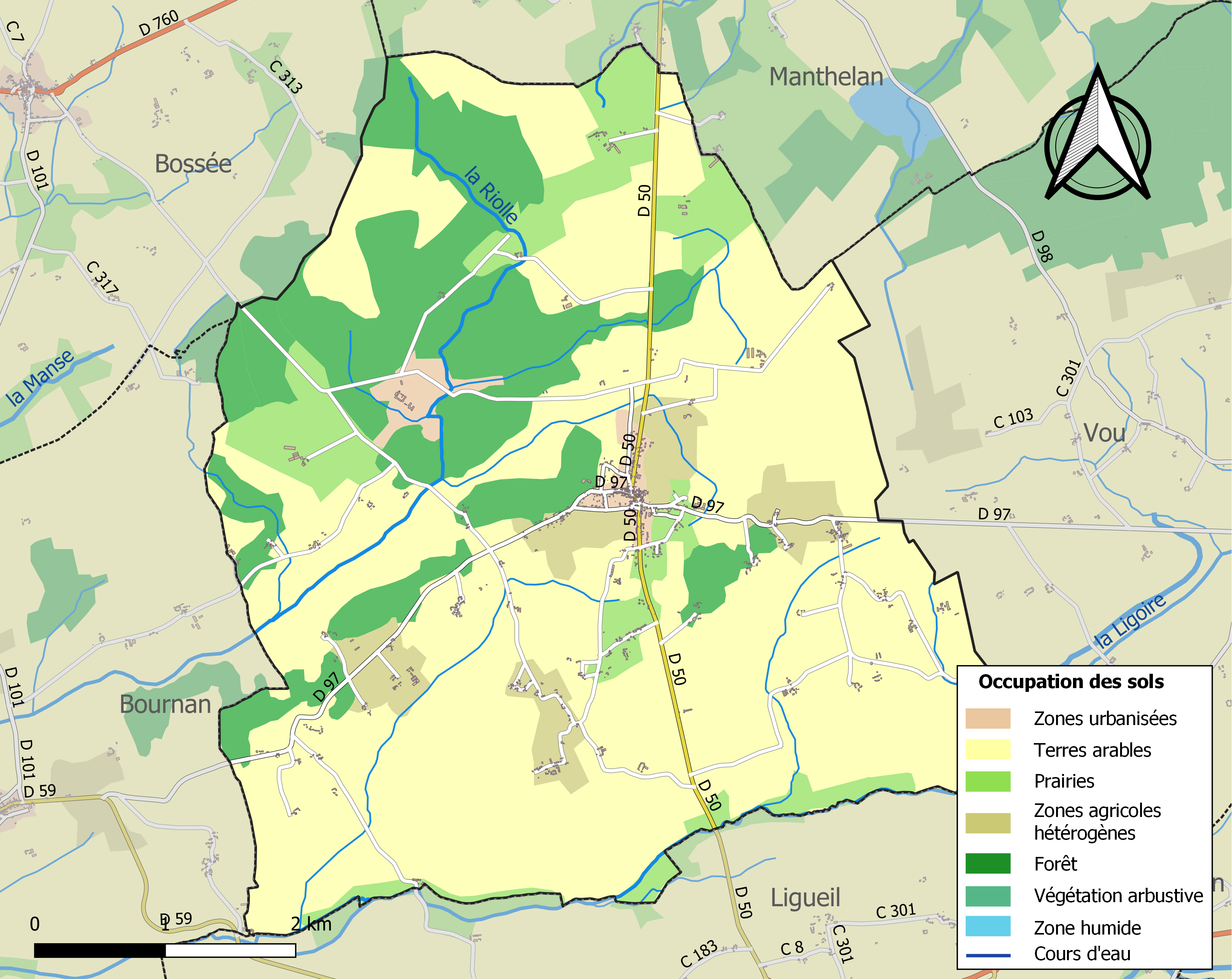
Carte des infrastructures et de l'occupation des sols de la commune en 2018 (CLC).

### Risques majeurs
Le territoire de la commune de La Chapelle-Blanche-Saint-Martin est vulnérable à différents aléas naturels : météorologiques (tempête, orage, neige, grand froid, canicule ou sécheresse), feux de forêts et séisme (sismicité faible). Un site publié par le BRGM permet d'évaluer simplement et rapidement les risques d'un bien localisé soit par son adresse soit par le numéro de sa parcelle.
Pour anticiper une remontée des risques de feux de forêt et de végétation vers le nord de la France en lien avec le dérèglement climatique, les services de l’État en région Centre-Val de Loire (DREAL, DRAAF, DDT) avec les SDIS ont réalisé en 2021 un atlas régional du risque de feux de forêt, permettant d’améliorer la connaissance sur les massifs les plus exposés. La commune, étant pour partie dans le massif de Manthelan-Chambourg, est classée au niveau de risque 1, sur une échelle qui en comporte quatre (1 étant le niveau maximal).

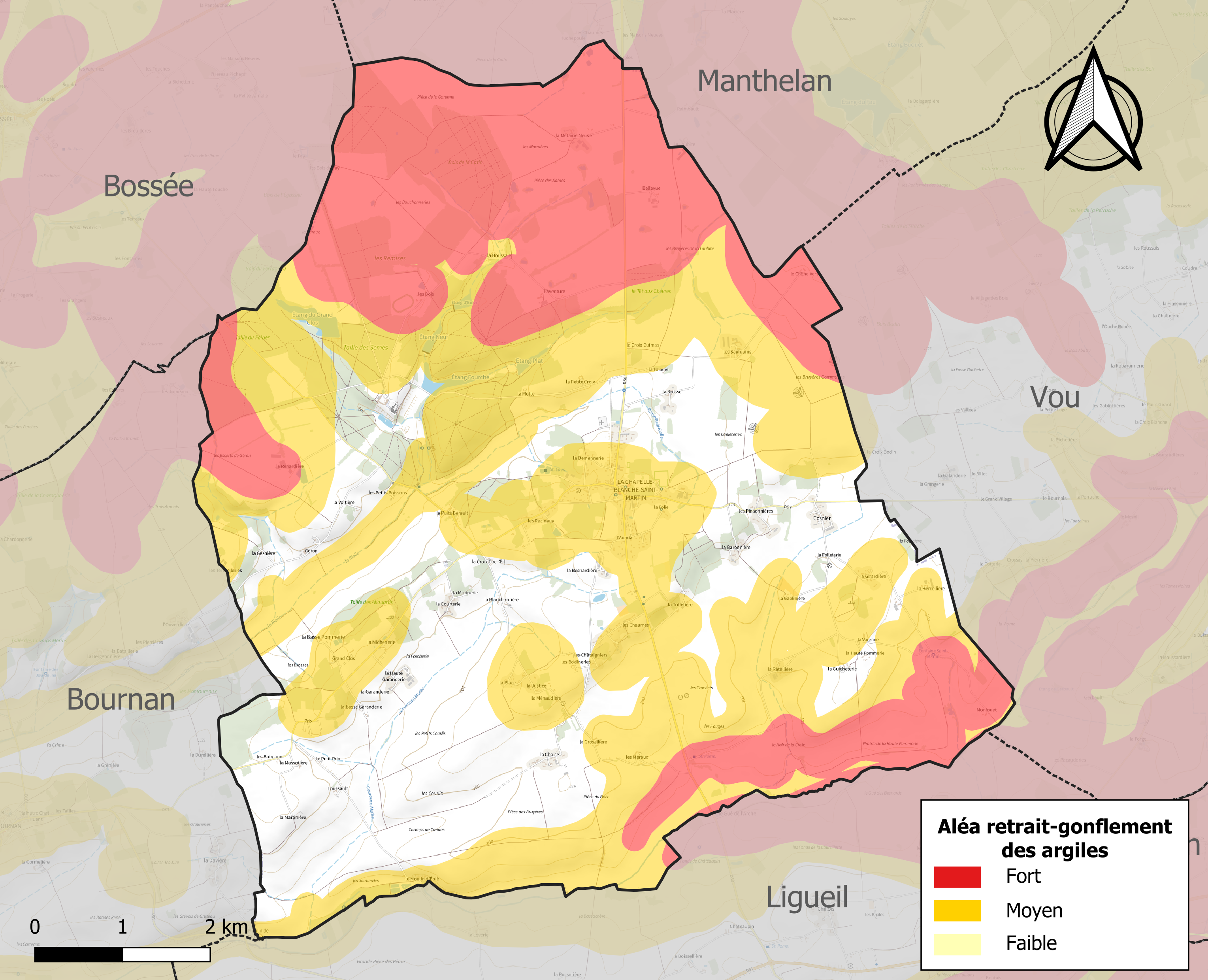
Carte des zones d'aléa retrait-gonflement des sols argileux de La Chapelle-Blanche-Saint-Martin.

Le retrait-gonflement des sols argileux est susceptible d'engendrer des dommages importants aux bâtiments en cas d’alternance de périodes de sécheresse et de pluie. 69,7 % de la superficie communale est en aléa moyen ou fort (90,2 % au niveau départemental et 48,5 % au niveau national). Sur les 353 bâtiments dénombrés sur la commune en 2019, 251 sont en aléa moyen ou fort, soit 71 %, à comparer aux 91 % au niveau départemental et 54 % au niveau national. Une cartographie de l'exposition du territoire national au retrait gonflement des sols argileux est disponible sur le site du BRGM,.
Concernant les mouvements de terrains, la commune a été reconnue en état de catastrophe naturelle au titre des dommages causés par la sécheresse en 1989, 1990, 1991, 1992, 1993, 2003 et 2011 et par des mouvements de terrain en 1999.

## Toponymie
Le nom du village est lié à la légende de Saint Martin. Lorsqu'il évangélisait la région, Martin aurait été attaqué par des païens et son sang aurait rempli une fontaine. Plus tard lors du passage des reliques du saint, la campagne se serait couverte de neige d'où le qualificatif de « blanche ».

## Historique

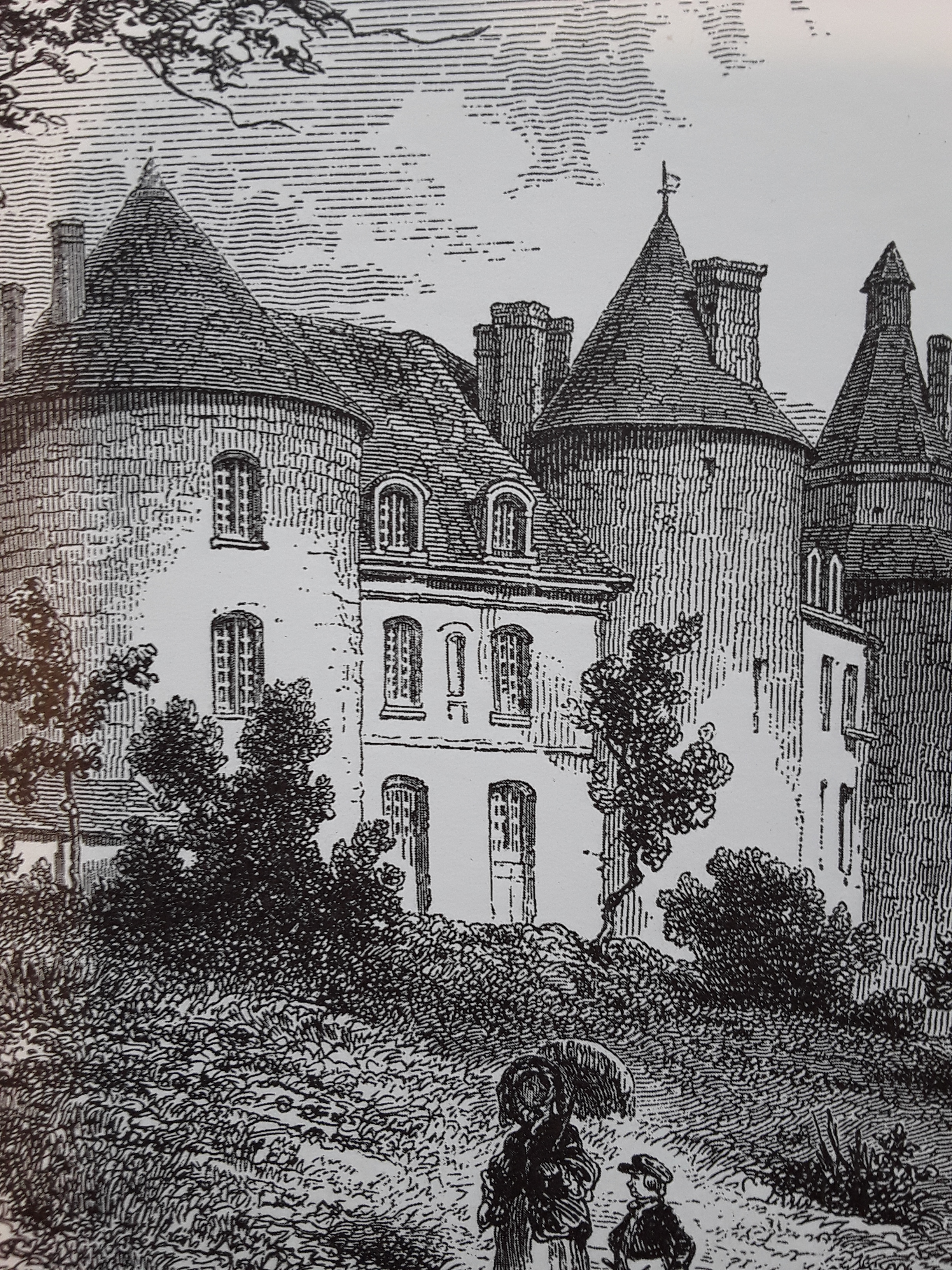
Grillemont vers 1830

## Politique et administration
| Période    | Période   | Identité                         | Étiquette | Qualité                     |
| ---------- | --------- | -------------------------------- | --------- | --------------------------- |
| avant 1981 | ?         | Christian Le Gouz de Saint-Seine |           |                             |
| mars 2001  | mars 2008 | Didier Champigny                 |           |                             |
| mars 2008  | mars 2014 | José Dumoulin                    |           |                             |
| mars 2014  | En cours  | Martine Tartarin                 | PS        | Retraitée Fonction publique |

## Population et société

### Démographie
L'évolution du nombre d'habitants est connue à travers les recensements de la population effectués dans la commune depuis 1793. Pour les communes de moins de 10 000 habitants, une enquête de recensement portant sur toute la population est réalisée tous les cinq ans, les populations de référence des années intermédiaires étant quant à elles estimées par interpolation ou extrapolation. Pour la commune, le premier recensement exhaustif entrant dans le cadre du nouveau dispositif a été réalisé en 2004.

En 2022, la commune comptait 691 habitants, en évolution de +0,58 % par rapport à 2016 (Indre-et-Loire : +1,67 %, France hors Mayotte : +2,11 %).
| 1793 | 1800 | 1806 | 1821 | 1831 | 1836 | 1841 | 1846 | 1851 |
| ---- | ---- | ---- | ---- | ---- | ---- | ---- | ---- | ---- |
| 830  | 920  | 931  | 950  | 962  | 960  | 929  | 963  | 963  |

| 1856 | 1861 | 1866 | 1872 | 1876 | 1881 | 1886 | 1891 | 1896 |
| ---- | ---- | ---- | ---- | ---- | ---- | ---- | ---- | ---- |
| 949  | 931  | 910  | 878  | 924  | 888  | 913  | 927  | 877  |

| 1901 | 1906 | 1911 | 1921 | 1926 | 1931 | 1936 | 1946 | 1954 |
| ---- | ---- | ---- | ---- | ---- | ---- | ---- | ---- | ---- |
| 873  | 890  | 909  | 836  | 814  | 803  | 770  | 777  | 773  |

| 1962 | 1968 | 1975 | 1982 | 1990 | 1999 | 2004 | 2006 | 2009 |
| ---- | ---- | ---- | ---- | ---- | ---- | ---- | ---- | ---- |
| 715  | 717  | 628  | 609  | 518  | 520  | 560  | 585  | 657  |

| 2014 | 2019 | 2022 | - | - | - | - | - | - |
| ---- | ---- | ---- | - | - | - | - | - | - |
| 687  | 681  | 691  | - | - | - | - | - | - |

### Enseignement
La Chapelle-Blanche-Saint-Martin se situe dans l'Académie d'Orléans-Tours (Zone B) et dans la circonscription de Loches.
L'école élémentaire accueille les élèves de la commune.

## Culture locale et patrimoine

### Lieux et monuments

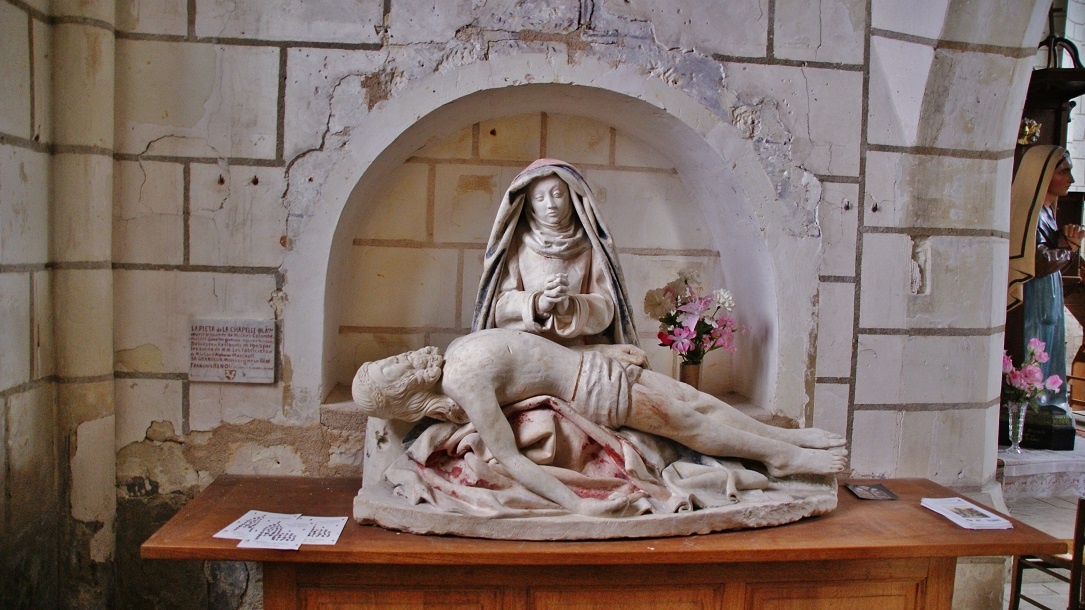
Piéta de l'église Saint-Martin

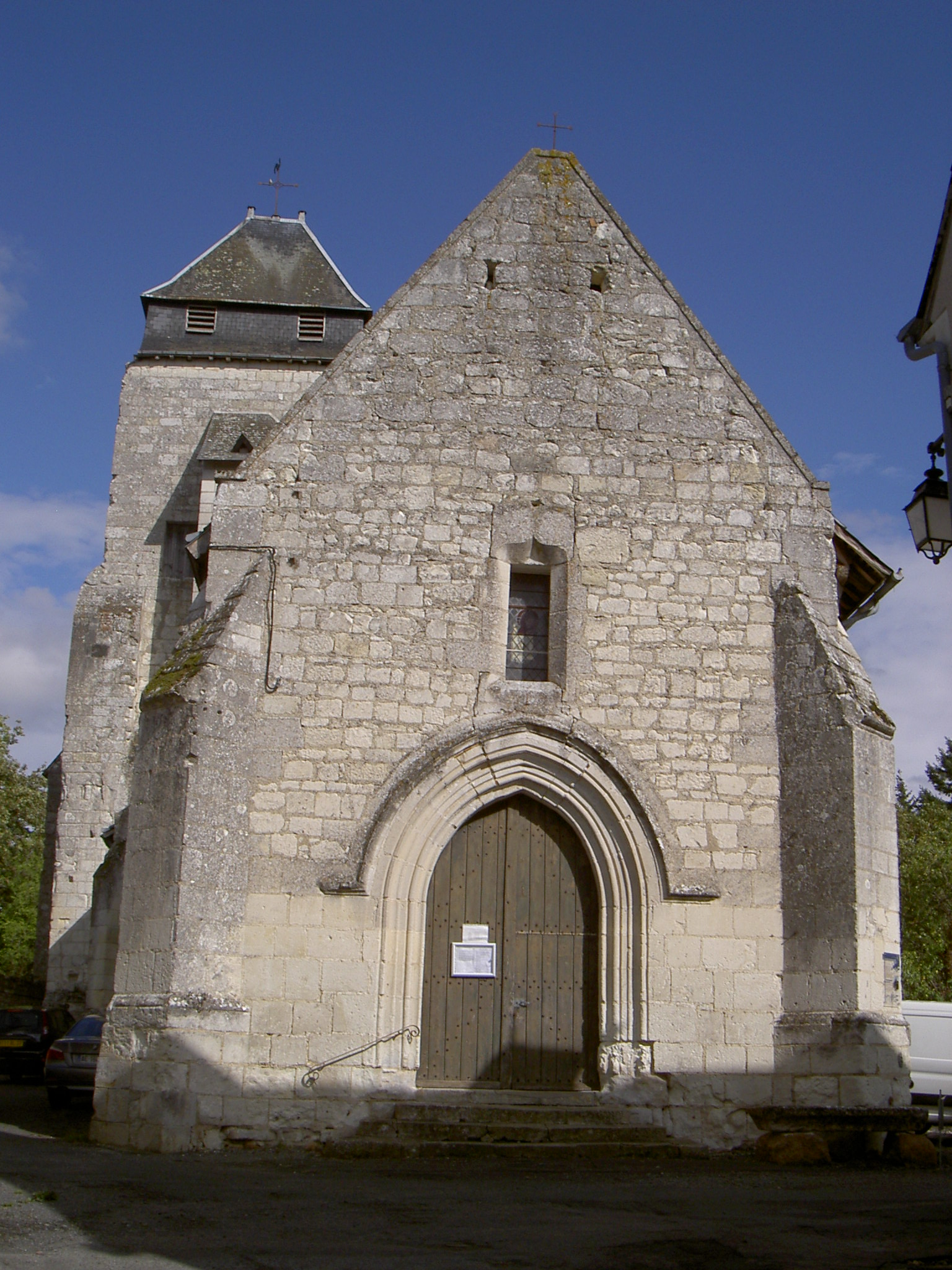
L'église paroissiale Saint-Martin.

- L'Église Saint-Martin est inscrite à l'inventaire supplémentaire des monuments historiques[29] depuis 1948.  La nef est d'époque  romane (XIIe siècle) et a été reprise au XVIe siècle. Elle est recouverte d'une fausse voûte depuis 1922, et s'ouvre au nord sur une petite chapelle seigneuriale du XVe siècle où se trouve une Piéta, redécouverte en plusieurs morceaux en 1902, après avoir été cachée dans les maçonneries du clocher, probablement pour échapper aux destructions pendant les Guerres de Religion ou la Révolution. Cette Piéta a été restaurée deux fois, après sa redécouverte puis en 1994. Le chœur et son collatéral nord sont gothiques, attribués au XIIIe siècle. Leurs hautes voûtes d'ogive (XIVe siècle) sont remarquables. En 1520, deux contreforts viennent soutenir la façade. Le maître-autel et le retable sont inscrits au titre des monuments historiques ; ils ont été acquis en 1823, on ignore leur provenance. Une cuve baptismale du XVe siècle ou XVIe siècle est également inscrite au titre des monuments historiques.
- Château de Grillemont

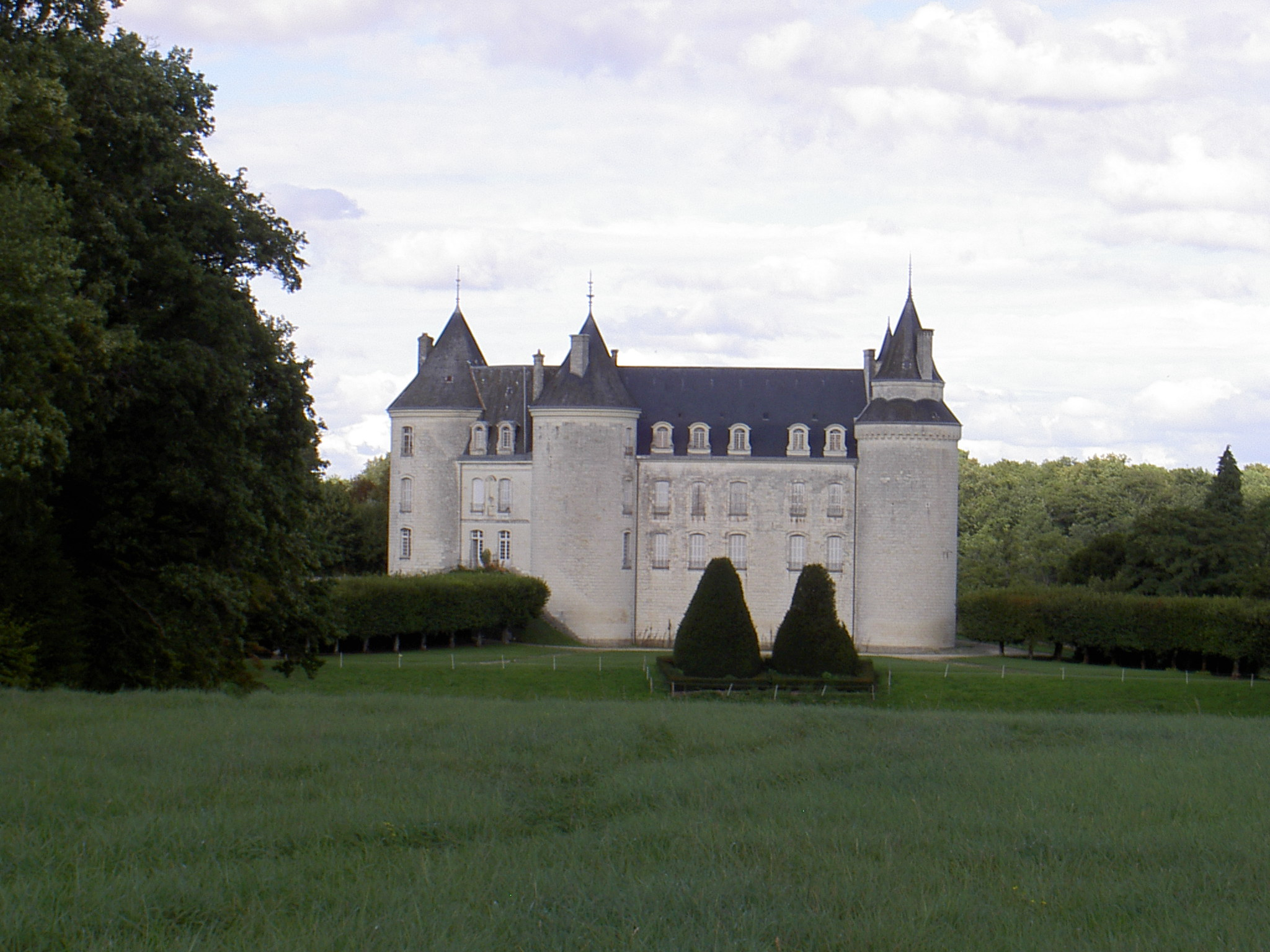
Château de Grillemont, 2011

Le château et ses communs sont inscrits comme monuments historiques et certaines parties classées (Fiche Mérimée : PA00097635).
- Chemin de l'évêque de Tours. Ce chemin pédestre balisé de 236 km fait écho à l'« enlèvement » de Saint Martin de l'abbaye de Ligugé par les Tourangeaux pour en faire leur évêque. Il va de Poitiers à Tours passant par la Chapelle-Blanche.

### Personnalités liées à la commune
- Martin de Tours (316-397), saint évêque évangélisateur de la région a laissé son nom au village auquel il est lié par plusieurs légendes.
- Roland de Lescoët, grand veneur de France de 1457à 1467, chambellan et conseiller du roi, bailli de grande prudence de Montargis, capitaine général de Loches. Il fit construire vers 1460 la forteresse à l'origine du château actuel de Grillemont
- Henriette Delamarre de Monchaux, épouse Pierre Lecointre (fils de Gérasime Lecointre qui avait acheté Grillemont). Elle est la petite fille du général Hubert Joseph Lyautey[30]. Elle mène des études géologiques et paléontologiques sur les faluns de Touraine (Falun (géologie)#Faluns et falunières d'Anjou - Touraine - Blésois).  Ses ouvrages, notamment Les Faluns de La Touraine[31] sont aussi un plaidoyer pour la théorie de l'évolution. Avec son fils Georges, elle  précise l'intérêt des faluns comme amendements agricoles. Elle s'est aussi intéressée au folklore tourangeau et fut une féministe très engagée[30].
- Georges Lecointre (1888-1972), fils de la précédente, géologue. Il a participé à l'établissement de cartes géologiques en France et au Maroc. Il  étudia les falunières de la région et en fit connaître l'intérêt. Il est connu pour avoir trouvé, à l'âge de 7 ans, dans une falunière proche de Grillemont, la plus ancienne mâchoire de primate répertoriée en région Centre[32]. Pendant la guerre 1939-1945, il était en relation avec le réseau Hector, renseignait l'abbé Dupont[24], facilita l'évasion de prisonniers, incarcérés dans son château réquisitionné par les Allemands, en particulier de soldats d'Afrique du Nord grâce à sa connaissance de l'arabe [Note 4].
- Henri-René Dupont (1900-1978), prêtre catholique originaire de la Chapelle-Blanche et adjudant de réserve fut, après sa libération de captivité pour raisons médicales en 1942, l'âme de la Résistance à la Chapelle-Blanche jusqu'au 10 septembre 1942, date à laquelle il fut dénoncé et arrêté[33].
- Colette Lecointre, comtesse Christian de Saint-Seine (1920-2017), fille de Georges Lecointre, passionnée d'élevage, fut présidente du syndicat caprin d'Indre-et-Loire, secrétaire du Livre généalogique de la race caprine Alpine; elle a fortement contribué à l'amélioration des élevages caprins de Touraine. Elle a aussi été une cynophile réputée dès sa jeunesse; elle organisait régulièrement des courses de lévriers au cynodrome du parc de Grillemont[34].

### Blasonnement
|  | Les armoiries de La Chapelle-Blanche-Saint-Martin se blasonnent ainsi : De gueules à la barre d'or, au château du lieu, à l'église du lieu à un évêque bénissant, le tout d'argent, rangé en bande et brochant. |